# Ловен сезон (филм, 1979)
„Ловен сезон“ е български телевизионна новела (психологическа драма) от 1979 година, по сценарий и режисура на Елдора Трайкова. Оператор е Емил Ценев. Музиката във филма е композирана от Красимир Кюркчийски, а художник е Любомир Попов.
Драматизация по повестта „Смъртта на кмета“ на Павел Вежинов.

## Актьорски състав
- Юрий Яковлев – Янаки, кмет на село Раздол и запален ловец;
- Филип Трифонов – нелегалният;
- Борислав Иванов – разсилният;
- Димитър Керанов;
- Димитър Миланов;
- Стефан Костов;
- Атанас Иванов;
- Димитър Милев.